# Sound of Metal
Sound of Metal ist ein Filmdrama von Darius Marder, das am 6. September 2019 im Rahmen des Toronto International Film Festivals seine Weltpremiere feierte und am 20. November 2020 in die US-Kinos kam. Beim 15. Zurich Film Festival gewann es den Hauptpreis als Bester Film im Internationalen Spielfilmwettbewerb. Im Rahmen der Oscarverleihung 2021 erhielt der Film in sechs Kategorien eine Nominierung, so als bester Film, für das beste Originaldrehbuch und Riz Ahmed als bester Hauptdarsteller.

## Handlung
Der Schlagzeuger Ruben bildet zusammen mit seiner Freundin Lou ein Duo namens „Blackgammon“. Sie reisen in einem Wohnmobil von Gig zu Gig. Ruben war bis vor vier Jahren noch ein Heroin-Junkie. Als die beiden in einem Club einen Soundcheck durchführen wollen, verliert Ruben plötzlich sein Gehör. Ein Arzt erklärt ihm, dass er auf beiden Ohren nur noch rund ein Viertel seiner Gehörleistung habe. Bis weitere Untersuchungen durchgeführt werden könnten, müsse er unbedingt allen lauten Geräuschen in seinem Alltag aus dem Weg gehen. Weil Ruben dennoch bei den Gigs laut wie zuvor Schlagzeug spielen will, beendet Lou ihre Tour.
Über einen Freund kann Lou für Ruben einen Platz in einer weitestgehend abgeschiedenen, gehörlosen Wohngemeinschaft organisieren. Bei einem Besuch der kirchlichen Einrichtung versucht der Gruppenleiter Joe, Ruben davon zu überzeugen, dass es das Beste für ihn sei, wenn er auf unbestimmte Zeit dort bleibe und keinen Kontakt mit der Außenwelt habe. Da Ruben der Idee jedoch zunächst ablehnend gegenübersteht, beschließt Lou, zu ihrem Vater nach Paris zu ziehen, damit ihr Freund sich nicht mehr auf ihre gemeinsame Band, sondern auf seine neuen Lebensumstände fokussiert. In der Gehörlosengemeinschaft fühlt sich Ruben zunächst ausgeschlossen, da er nicht die Gebärdensprache beherrscht. Mit der Zeit lernt er allerdings, mit der für ihn völlig neuen Situation umzugehen, lernt in Seminaren Gebärdensprache und findet sowohl bei Gleichaltrigen als auch bei einer gehörlosen Schulklasse Anschluss.
Auch wenn Ruben nun problemlos mit den anderen Mitgliedern der Gemeinschaft kommunizieren kann, hadert er mit sich, ob er sein altes Leben wirklich hinter sich lassen kann. Von Joe bekommt er das Angebot, dauerhaft in der Gemeinschaft zu bleiben. Doch in Ruben reift schließlich die Entscheidung, sich ein Cochlea-Implantat zuzulegen, weshalb er für die Finanzierung einen Großteil seines Besitzes sowie sein Wohnmobil verkauft. Die anschließende Operation verläuft ohne Komplikationen, bis zur Aktivierung des Implantats dauert es jedoch vier Wochen. Als Ruben Joe daher bittet, für diesen Zeitraum noch Teil der Gemeinschaft zu sein, akzeptiert dieser Rubens Wunsch, wieder hören zu können, fordert ihn allerdings zum Gehen auf.
Bei der Aktivierung des Implantats muss Ruben feststellen, dass er zwar wieder hören kann, die von ihm nun wieder wahrgenommenen Töne allerdings mechanisch verzerrt klingen und viele Störgeräusche enthalten. Eine Zeit lang versucht er zwar, sich wieder in seiner alten Welt zurechtzufinden und seine Beziehung mit Lou normal weiterzuführen, doch die Implantate scheinen nicht seinen Vorstellungen zu entsprechen.

## Produktion

### Stab, Filmmusik und Sounddesign
Regie führte Darius Marder, der als Drehbuchautor von Derek Cianfrance The Place Beyond the Pines bekannt wurde. Das Drehbuch für Sound of Metal schrieb er gemeinsam mit seinem Bruder Abraham Marder. Dieser verantwortete zusammen mit dem Franzosen Nicolas Becker auch die Filmmusik. Der Toningenieur, der auch für Gravity tätig war, zeichnete zudem für den Tonschnitt verantwortlich.
In der Planungsphase besuchten Marder und Becker gemeinsam einen schalltoten Raum, der buchstäblich jeden Ton wegsaugte. Wenn man darin spricht, habe man das Gefühl, in sich selbst hineingezogen zu werden, so Marder. In solchen Räumen finden normalerweise Tonaufnahmen von sehr leisen Geräuschen wie dem Augenlidschlag statt. Becker und sein Team gestalteten eine Klangkulisse, die direkt in Rubens Kopf führt, was mit dem Begriff des „Subjektiven Klangs“ bezeichnet wird, mit dem Alfred Hitchcock bereits gelegentlich experimentierte. John DeFore von The Hollywood Reporter erklärt, der versierte Sounddesigner Becker zeige dem Zuschauer, was Ruben hört: „Stimmen und Geräusche sind gedämpft wie unter Wasser und werden immer weniger deutlich, als Ruben feststellt, dass dies kein vorübergehendes Phänomen ist.“ Als Ruben letztendlich seine Cochlea-Implantate bekommt, werde der innovative Einsatz von Klang dramatisch erhöht, so Owen Gleiberman von Variety: „Wir hören, was Ruben hört, und das ist zwar mehr als nichts, aber es ist echoartig, metallisch und schmerzlich fehlerhaft.“ Dieser echoartige Klang findet sich auch in der Musik zum Film wieder. So ist der von Abraham Marder geschriebene und im Abspann zu hörende Song Green mit leichten Echoeffekten versehen. Im Februar 2021 wurde Green von Nonesuch Records als Download veröffentlicht.
Die Filmband Blackgammon ist von ihrer Ausrichtung und Zusammensetzung her an die reale Band namens Jucifer angelehnt, ein Sludge-Duo aus Georgia, das für die hohe Lautstärke ihrer Konzerte und eine über Jahre dauernde Tourtätigkeit bekannt ist. Die Mitglieder hatten in einem unveröffentlichten Film namens Metalhead von Derek Cianfrance mitgewirkt. Marder hat den gesamten Film mit Untertiteln versehen, damit er sowohl von hörenden als auch von gehörlosen Menschen erlebt werden kann.

### Besetzung, Dreharbeiten und Synchronisation
Der britische Schauspieler Riz Ahmed übernahm die Rolle des Schlagzeugers Ruben, Olivia Cooke die seiner Freundin und Bandkollegin Lou. Der französische Schauspieler Mathieu Amalric spielt ihren Vater Richard Berger, die aus ihrer Rolle in The Walking Dead bekannte Lauren Ridloff Rubens Gehörlosensprachlehrerin Diane und Paul Raci den Vietnam-Veteran Joe, der während des Krieges sein Gehör verloren hat. Raci ist ein „CODA“, ein Kind gehörloser Eltern, und spielt in der Rolle eine leicht fiktionalisierte Version seiner selbst.
In Vorbereitung auf seine Rolle nahm Ahmed sechs Monate lang Schlagzeugunterricht. Zudem lernte er die Gebärdensprache und ließ sich für die Rolle die Haare Wasserstoffperoxidblond bleichen. Ihm wurden für die Dreharbeiten speziell angepasste Hörgeräte zur Verfügung gestellt, die verschiedene, ganz spezifische Geräusche in seinem Ohr erzeugen konnten. Ein Teilaspekt von Gehörlosigkeit ist es, dass der Betroffene den Klang seiner eigenen Stimme nicht hören kann. Um Ahmed dieses Gefühl zu geben, ließ man ihn ein weißes Rauschen hören.
Die Aufnahmen entstanden an 25 Drehtagen in Massachusetts.
In der deutschen Fassung leiht Julien Haggège Ahmed in der Rolle von Ruben seine Stimme.

### Veröffentlichung und Filmrechte
Eine erste Vorstellung des Films erfolgte am 6. September 2019 beim Toronto International Film Festival. Dort sicherten sich die Amazon Studios die Rechte am Film für den US-amerikanischen Markt. Ende September, Anfang Oktober 2019 wurde der Film beim Zurich Film Festival vorgestellt. Im September 2020 wurde er auch beim Festival des amerikanischen Films in Deauville gezeigt, Ende September, Anfang Oktober 2020 beim Filmfest Hamburg. Ab Mitte Oktober 2020 erfolgten Vorstellungen beim AFI Film Festival in der World Cinema Section und beim Mill Valley Film Festival. Am 20. November 2020 kam der Film in ausgewählte US-Kinos kommen und wurde dort am 4. Dezember 2020 in das Programm von Amazon Prime Video aufgenommen.

## Rezeption

### Altersfreigabe und Kritiken

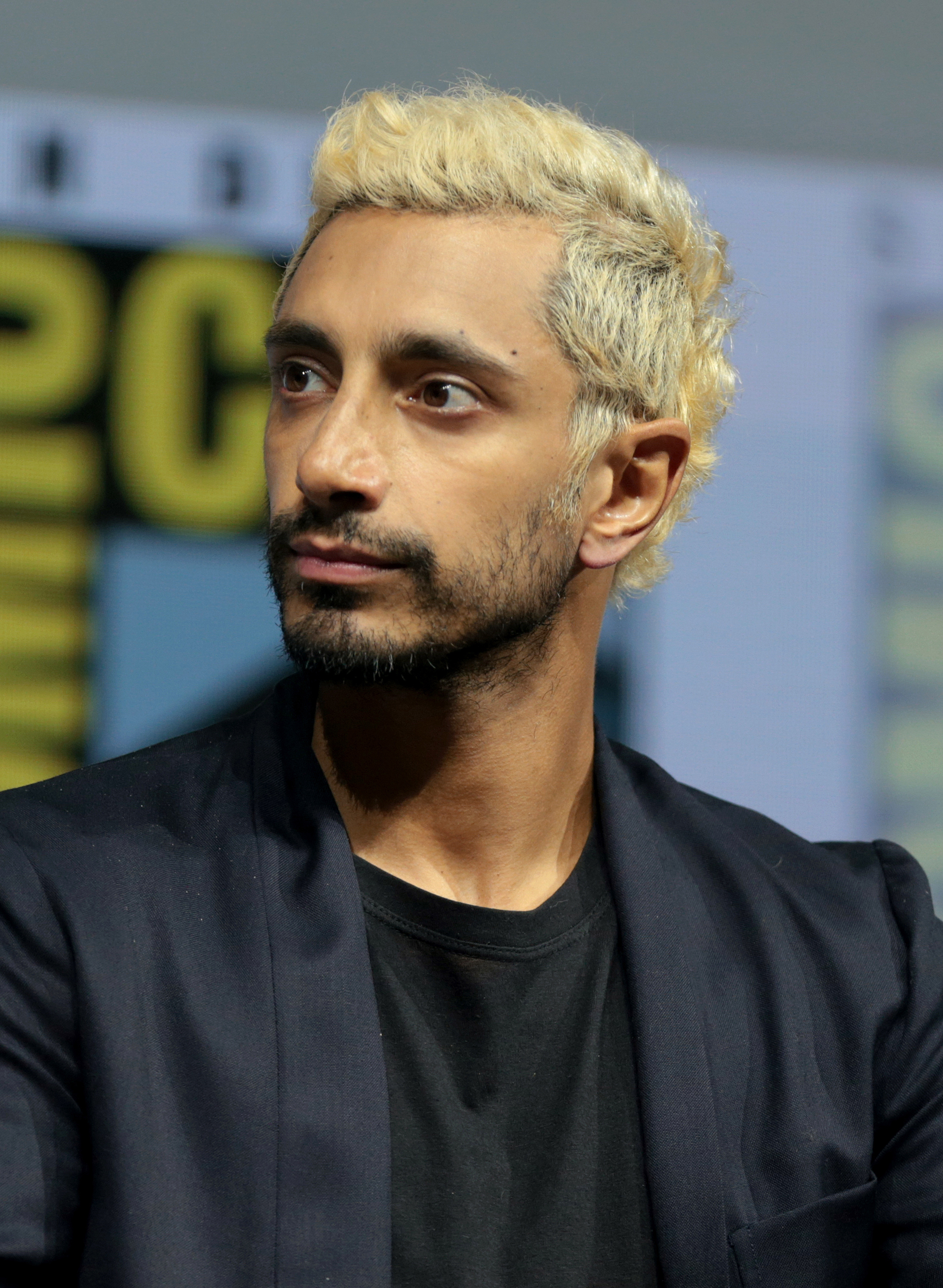
Riz Ahmed übernahm die Rolle von Ruben, einem Heavy-Metal-Schlagzeuger, der von heute auf morgen sein Gehör verliert

In den USA erhielt der Film von der MPAA ein R-Rating, was einer Freigabe ab 17 Jahren entspricht. In Deutschland wurde der Film von der FSK ab 12 Jahren freigegeben.
Der Film wurde von 97 Prozent aller bei Rotten Tomatoes erfassten Kritiker positiv bewertet und erhielt 8,2 von möglichen 10 Punkten. Auf Metacritic erhielt der Film einen Metascore von 82 von 100 möglichen Punkten. Riz Ahmed wurde in der Rolle des Schlagzeugers Ruben, der sein Gehör verliert, hierbei immer wieder für seine sensationelle, ergreifend glaubwürdige, intensive und zugleich zutiefst unsentimentale Performance gelobt, die den Zuschauer in ihren Bann ziehe. Zudem wurde von Filmkritikern das besondere Sounddesign des Films hervorgehoben. Im IndieWire Critics Poll 2020 landete Sound of Metal unter den Erstlingsfilmen auf dem 6. Platz.
Eric Kohn von IndieWire spricht gar vom besten Einsatz von Sounddesign in der jüngsten Vergangenheit, da Darius Marder den Zuschauer in die Grenzen von Rubens sich verschlechterndem Verhältnis zur Welt um ihn herum eintauchen und das Wrack durchsuchen lasse, um ein neues zu konstruieren. Riz Ahmeds brillante Darbietung spiele in einer komplexen Klanglandschaft, in der auch völlige Stille mitschwingt, erklärt Kohn, was Marders Debütfilm zu einem hypnotisierenden Erlebnis werden lasse.

### Auszeichnungen (Auswahl)
Der Film befindet sich in der Vorauswahl für die British Academy Film Awards 2021. Im Folgenden eine Auswahl weiterer Nominierungen und Auszeichnungen.
AACTA International Awards 2021
- Nominierung als Bester Hauptdarsteller (Riz Ahmed)[32]

Alliance of Women Film Journalists Awards 2020
- Nominierung als Bester Schauspieler (Riz Ahmed)[33]

Artios Awards 2021
- Nominierung in der Kategorie Low Budget – Komödie oder Filmdrama[34]

Boston Society of Film Critics Awards 2020
- Auszeichnung als Bester Nebendarsteller (Paul Raci)
- Runner-up in der Kategorie Bester Schauspieler (Riz Ahmed)[35]

British Academy Film Awards 2021
- Nominierung als Bester Hauptdarsteller (Riz Ahmed)
- Nominierung als Bester Nebendarsteller (Paul Raci)
- Auszeichnung für den Besten Schnitt (Mikkel E.G. Nielsen)
- Auszeichnung für den Besten Ton (Jaime Baksht, Nicolas Becker, Phillip Bladh et al.)[36][37]

Chicago Film Critics Association Awards 2020
- Auszeichnung als Bester Nebendarsteller (Paul Raci)
- Nominierung als Bester Hauptdarsteller (Riz Ahmed)
- Nominierung als Vielversprechendster Filmemacher (Darius Marder)[38][39]

Critics’ Choice Movie Awards 2021
- Auszeichnung für den Besten Schnitt (Mikkel E.G. Nielsen)
- Nominierung als Bester Film
- Nominierung als Bester Hauptdarsteller (Riz Ahmed)
- Nominierung als Bester Nebendarsteller (Paul Raci)
- Nominierung für das Beste Originaldrehbuch (Darius Marder und Abraham Marder)

Directors Guild of America Awards 2021
- Auszeichnung für das Beste Regiedebüt (Darius Marder)[40]

Eddie Awards 2021
- Nominierung für den Besten Schnitt in einem Filmdrama (Mikkel E.G. Nielsen)[41]

Festival des amerikanischen Films 2020
- Nominierung im Wettbewerb[42]

Golden Globe Awards 2021
- Nominierung als Bester Hauptdarsteller (Riz Ahmed)[43]

Golden Reel Awards 2021
- Nominierung für den Besten Tonschnitt beim Underscoring
- Nominierung für den Besten Tonschnitt bei Dialogen
- Nominierung für den Besten Tonschnitt bei Effekten[44]

Gotham Awards 2021
- Auszeichnung als Bester Darsteller (Riz Ahmed)[45]

Independent Spirit Awards 2021
- Auszeichnung als Bester Debütfilm (Darius Marder)
- Auszeichnung als Bester Hauptdarsteller (Riz Ahmed)
- Auszeichnung als Bester Nebendarsteller (Paul Raci)[46]

London Critics’ Circle Film Awards 2021
- Auszeichnung als Bester britischer Darsteller (Riz Ahmed, auch für Mogul Mowgli)
- Nominierung als Bester Hauptdarsteller (Riz Ahmed)
- Nominierung für die Beste technische Leistung (Phillip Bladh)[47][48]

Los Angeles Film Critics Association Awards 2020
- Runner-Up als Bester Hauptdarsteller (Riz Ahmed)
- Runner-Up als Bester Nebendarsteller (Paul Raci)[49]

National Board of Review Awards 2021
- Auszeichnung als Bester Hauptdarsteller (Riz Ahmed)
- Auszeichnung als Bester Nebendarsteller (Paul Raci)
- Aufnahme in die Top 10[50]

National Society of Film Critics Awards 2021
- Auszeichnung als Bester Nebendarsteller (Paul Raci)

Online Film Critics Society Awards 2021
- Nominierung als Bester Film
- Nominierung als Bester Hauptdarsteller (Riz Ahmed)
- Nominierung als Bester Nebendarsteller (Paul Raci)
- Nominierung als Bester Debütfilm (Darius Marder)[51]

Oscarverleihung 2021
- Auszeichnung für den Besten Ton (Phillip Bladh, Nicolas Becker, Jaime Baksht, Michelle Couttolenc, Carlos Cortés und Carolina Santana)
- Auszeichnung für den Besten Schnitt (Mikkel E.G. Nielsen)
- Nominierung als Bester Film (Bert Hamelinck, Sacha Ben Harroche, Bill Benz und Kathy Benz)
- Nominierung für das Beste Originaldrehbuch (Darius Marder, Abraham Marder und Derek Cianfrance)
- Nominierung als Bester Hauptdarsteller (Riz Ahmed)
- Nominierung als Bester Nebendarsteller (Paul Raci)

Palm Springs International Film Festival 2021
- Auszeichnung als Schauspieler 2021 mit dem International Star Award (Riz Ahmed)[52]

Producers Guild of America Awards 2021
- Nominierung als Bester Kinofilm (Bert Hamelinck & Sacha Ben Harroche)[53]

Satellite Awards 2020
- Nominierung als Bester Film – Drama
- Nominierung für die Beste Regie (Darius Marder)
- Auszeichnung als Bester Hauptdarsteller – Drama (Riz Ahmed)
- Auszeichnung für den Besten Tonschnitt (Phillip Bladh, Nicolas Becker, Jaime Baksht, Michelle Couttolenc, Carlos Cortés und Carolina Santana)

Screen Actors Guild Awards 2021
- Nominierung als Bester Hauptdarsteller (Riz Ahmed)[54]

Toronto Film Critics Association Awards 2021
- Auszeichnung als Bester Hauptdarsteller (Riz Ahmed)
- Runner-up als Bester Nebendarsteller (Paul Raci)
- Runner-up für das Beste Drehbuch[55]

Toronto International Film Festival 2019
- Nominierung für den Platform Prize (Darius Marder)

Writers Guild of America Awards 2021
- Nominierung für das Beste Originaldrehbuch (Darius Marder und Abraham Marder)[56]

Zurich Film Festival 2019
- Auszeichnung als Bester internationaler Film mit dem Goldenen Auge (Darius Marder)[57]